# 韦克桑地区丰特奈
韦克桑地区丰特奈（法語：Fontenay-en-Vexin，法語發音：[fɔ̃tnɛ ɑ̃ vɛksɛ̃]；2015年之前名为丰特奈 (Fontenay)）是法国厄尔省的一个旧市镇，位于该省东部，属于莱桑德利区。2016年1月1日，韦克桑地区丰特奈和相邻的另外13个市镇合并为新市镇埃普特河畔韦克桑（Vexin-sur-Epte）。

## 地理
韦克桑地区丰特奈（49°12'33"N, 1°34'11"E）面积6.76 平方千米，位于法国诺曼底大区厄尔省，该省份为法国北部内陆省份，北起滨海塞纳省，西接奧恩省和卡爾瓦多斯省，南至厄尔-卢瓦省，东临瓦兹省、瓦兹河谷省和伊夫林省。
与韦克桑地区丰特奈接壤的市镇（或旧市镇、城区）包括：卡艾涅、康捷、吉特里。

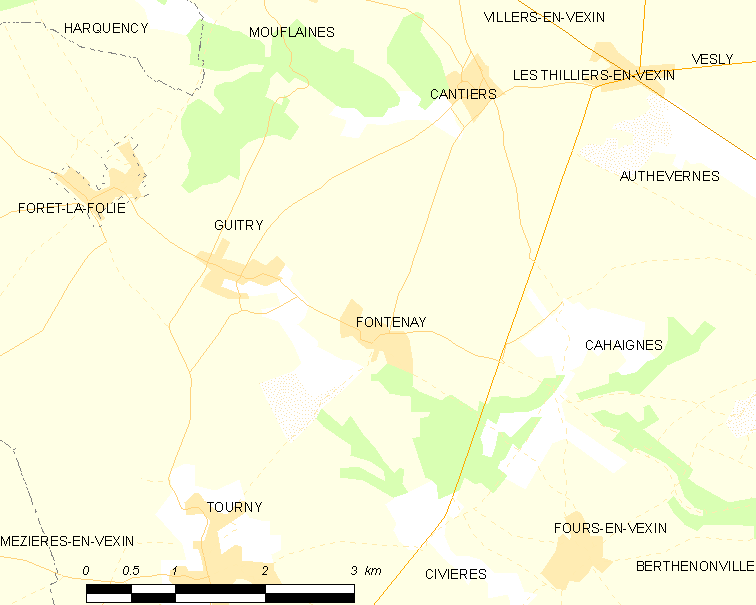
韦克桑地区丰特奈的OSM定位图

韦克桑地区丰特奈的时区为UTC+01:00、UTC+02:00（夏令时）。

## 行政
韦克桑地区丰特奈的邮政编码为27510，INSEE市镇编码为27255。

## 政治
韦克桑地区丰特奈所属的省级选区为莱桑德利县。

## 人口

1962-2008年间韦克桑地区丰特奈人口变化图示

韦克桑地区丰特奈于2018年1月1日时的人口数量为252人。